# Arheimar
Arheimar (nórdico antiguo: Árheimar, el hogar del río), según el poema Hlöðskviða (“La batalla de los godos y los hunos”) de la saga Hervarar, era la capital del reino de los godos de Angantyr, a orillas en la ribera del río Dniéper que fluye por las estepas de Ucrania hasta el mar Negro.